# Albert Doneldey
Albert Doneldey (* vor 1310; † nach 1377) war ein Bremer Ratsherr und Bürgermeister.

## Leben

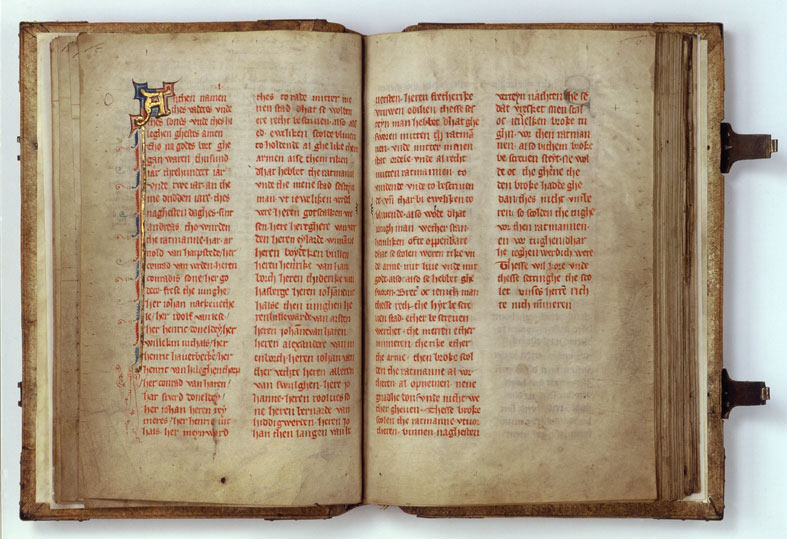
Das Bremer Stadtrecht von 1303

Doneldey gehörte, wie üblich auf Lebenszeit, einem der Ratsdrittel im Bremer Rat an, nämlich dem sogenannten amtierenden Ratsdrittel, das Bürgermeister und Ratsherren wählte. Die beiden anderen Ratsdrittel waren die Wittheit, die als konstitutionelle Abschließung des Rates gilt, und die Meenheit; letztere war die Gemeinschaft der Bürger, die universitas civitatis. Sie hatte vor Änderung des Wahlrechts möglicherweise das Recht innegehabt, den Bürgermeister zu wählen.
Spätestens seit dem zweiten Drittel des 14. Jahrhunderts beherrschte eine Gruppe von etwa 30 Familien die Stadt. 1330 setzten sie als Bedingungen für die Wahl in den Rat (Ratsfähigkeit) zum einen freie und eheliche Geburt, zum anderen städtischen Grundbesitz im Wert von mindestens 32 Mark sowie weitere Verpflichtungen durch. Diese Bestimmungen hatten zur Folge, dass Handwerker und weniger Vermögende von der Ratsfähigkeit ausgeschlossen wurden. Zugleich wurde die Wittheit vergrößert. Somit stammten je 38 der insgesamt 114 Ratsherren aus jedem Ratsdrittel. In der Zeit, in der Doneldey Ratsherr war, wurde die Zusammensetzung des Rates insofern geändert, als ihre Zahl im Jahr 1348 auf 50 vermindert wurde, 1354 sogar wieder auf 36, wie vor 1330.
Bezeugt ist Doneldeys Ratszugehörigkeit ab dem 29. November 1331. Als Bürgermeister ist er ab dem 22. März 1365 bezeugt. Der letzte Hinweis auf ihn stammt vom 16. März 1377. Er blieb also wohl während der gesamten Zeit im Rat und überdauerte die drastische Reduzierung der Mitgliederzahl. Während der Hoyaer Fehde blieb er in Bremen zurück; er trat ansonsten politisch nicht hervor.
Infolge der Pest von 1350 und der Hoyaer Fehde, in deren Folge Gefangene ausgelöst wurden, kam es zu Spannungen innerhalb der Stadt. Dazu trug ebenfalls bei, dass die Bischofswahl strittig war. 16 bis 18 Handwerker, die der Meenheit angehörten, protestierten im September 1365 gegen die hohen Aufwendungen. Sie drangen mit Schiffsflaggen ausgerüstet – daher wurde das Ereignis später Bannerlauf genannt – in die Häuser mehrerer Ratsherren und in das Haus des Bürgermeisters Albert Doneldey ein und beschimpften diese als „Verräter“ und „Hurensöhne“. Zudem wurden die Betten durchstochen, einige Familienmitglieder misshandelt. Der hölzerne Roland ging in Flammen auf. Im Gegenzug wurden die Stadttore geschlossen, einige der Aufständischen wurden zum Tode verurteilt und sofort auf dem Marktplatz hingerichtet. Ihre Familien wurden verbannt, doch konnte der überwiegende Teil von ihnen entkommen. Infolge dieses Aufstands wurde jeder Neubürger fortan auf den Rat vereidigt.
1366 mussten vier Ratsherren den Rat verlassen. Sie nahmen Verbindung zum Bremer Erzbischof auf. Mit Hilfe von Verbündeten innerhalb der Stadt konnten dessen Kriegsknechte am 29. Mai in die Stadt eindringen. Einige der gegnerischen Ratsherren flohen nun ihrerseits aus der Stadt. Sie suchten den Grafen von Oldenburg auf, der in den Konflikt eingriff. Es wurde ein neuer Rat mit hundert Mitgliedern ernannt, einige der Gegner wurden eingesperrt. Am 24. Juni bannte ein Hansetag die „Verräter“, die die Stadt an den eigenen Stadtherrn ausgeliefert hatten, und bereits am 27. Juni überrumpelten Knechte des Grafen von Oldenburg die erzbischöfliche Besatzung.
1367 verkaufte Albert Doneldey dem Bürger Wilken Wigert ein Grundstück bei St. Paul, zwischen der Meyenstrate und Unser Lieben Frauen.
Am 16. Dezember 1374 verpflichtete er sich, zusammen mit seinen Söhnen Arnold und Gerhard, dem Vikar des St. Willehadi-Altars im Dom, Johann Hagedorn, aus ihrem Besitz in der Böttcherstraße jährlich eine halbe Mark Rente zu zahlen.